# Žurena
Žurena este un sat din comuna Bijelo Polje, Muntenegru. Conform datelor de la recensământul din 2003, localitatea are 247 de locuitori (la recensământul din 1991 erau 217 locuitori).

## Demografie
În satul Žurena locuiesc 179 de persoane adulte, iar vârsta medie a populației este de 33,9 de ani (32,3 la bărbați și 35,8 la femei). În localitate sunt 58 de gospodării, iar numărul mediu de membri în gospodărie este de 4,26.
Populația localității este foarte eterogenă.
|  |

| Demografie | Demografie | Demografie |
| An         | Locuitori  | Locuitori  |
| ---------- | ---------- | ---------- |
|            |            |            |
|            |            |            |
|            |            |            |
|            |            |            |
| 1948       | 185        |            |
| 1953       | 219        |            |
| 1961       | 223        |            |
| 1971       | 269        |            |
| 1981       | 255        |            |
| 1991       | 217        | 217        |
| 2003       | 254        | 247        |

| \| Componența etnică conform recensământului din 2003[2] \| Componența etnică conform recensământului din 2003[2] \| Componența etnică conform recensământului din 2003[2] \| Componența etnică conform recensământului din 2003[2] \| Componența etnică conform recensământului din 2003[2] \| \| ----------------------------------------------------- \| ----------------------------------------------------- \| ----------------------------------------------------- \| ----------------------------------------------------- \| ----------------------------------------------------- \| \| \| \| \| \| \| \| Sârbi \| Sârbi \| \| 121 \| 48,98% \| \| Musulmani \| Musulmani \| \| 60 \| 24,29% \| \| Bosniaci \| Bosniaci \| \| 47 \| 19,02% \| \| Muntenegreni \| Muntenegreni \| \| 18 \| 7,28% \| \| necunoscută \| necunoscută \| \| 1 \| 0,4% \| |              |  |     |        |
| Componența etnică conform recensământului din 2003 |              |  |     |        |
| |              |  |     |        |
| Sârbi | Sârbi        |  | 121 | 48,98% |
| Musulmani | Musulmani    |  | 60  | 24,29% |
| Bosniaci | Bosniaci     |  | 47  | 19,02% |
| Muntenegreni | Muntenegreni |  | 18  | 7,28%  |
| necunoscută | necunoscută  |  | 1   | 0,4%   |